# Money in the Bank (2024)
Cet article concerne l'édition 2024 du pay-per-view Money in the Bank. Pour toutes les autres éditions, voir WWE Money in the Bank.
Pour les articles homonymes, voir Money in the Bank.
L'édition 2024 de Money in the Bank est un Premium Live Event de catch (lutte professionnelle) produit par la World Wrestling Entertainment, une fédération de catch américaine qui est télédiffusée et visible en paiement à la séance sur le WWE Network. L'événement a eu lieu le 6 juillet 2024 au Scotiabank Arena à Toronto (Ontario), au Canada. Il s'agit de la quinzième édition de Money in the Bank.

## Contexte
Les spectacles de la World Wrestling Entertainment (WWE) sont constitués de matchs aux résultats prédéterminés par les scénaristes de la WWE. Ces rencontres sont justifiées par des storylines — une rivalité avec un catcheur, la plupart du temps — ou par des qualifications survenues dans les shows de la WWE telles que Raw, SmackDown et NXT. Tous les catcheurs possèdent une gimmick, c'est-à-dire qu'ils incarnent un personnage gentil (Face) ou méchant (Heel), qui évolue au fil des rencontres. Un événement comme Money in the Bank est donc un événement tournant pour les différentes storylines en cours,.

### Damian Priest (c) contre Seth "Freakin" Rollins
Le 7 avril à WrestleMania XL, Drew McIntyre devient le nouveau champion du monde poids-lourds en battant Seth "Freakin" Rollins et remporte le titre pour la première fois de sa carrière. Mais son règne ne dure que 5 minutes, car après avoir été attaqué par CM Punk qui commentait le match, Damian Priest encaisse sa mallette sur l'Écossais et remporte la ceinture en battant ce dernier. Le 4 mai à Backlash, le leader du Judgment Day conserve son titre en battant Jey Uso. Le 15 juin à Clash at the Castle, il conserve son titre en rebattant The Scottish Warrior. Deux soirs plus tard à Raw, l'ancien premier champion du monde poids-lourds fait son retour de blessure après 2 mois et demi d'absence, à la suite d'une opération chirurgicale, et El Campeon lui offre un match pour la ceinture au PLE, accepté par celui-ci.

### Women's Money in the Bank Ladder match
Le 17 juin à Raw, IYO SKY devient la première qualifiée pour la stipulation en battant Kiana James et Zelina Vega dans un Triple Threat match. Quatre soirs plus tard à SmackDown, Chelsea Green devient la seconde qualifiée en battant Bianca Belair et Michin dans la même stipulation. Le 24 juin à Raw, Lyra Valkyria devient la troisième qualifiée en battant Kairi Sane et Shayna Baszler dans un Triple Threat match. Quatre soirs plus tard à SmackDown, Tiffany Stratton et Naomi deviennent les quatrième et avant-dernière qualifiées, car elles battent respectivement Candice LeRae et Jade Cargill, ainsi qu'Indi Hartwell et Blair Davenport dans les mêmes stipulations. 
Le 1er juillet à Raw, Zoey Stark devient la dernière qualifiée en battant Dakota Kai et Ivy Nile dans un Triple Threat match.

### Men's Money in the Bank Ladder match
Le 17 juin à Raw, Jey Uso devient le premier qualifié pour la stipulation en battant Finn Bálor et Rey Mysterio dans un Triple Threat match. Quatre soirs plus tard à SmackDown, Carmelo Hayes et Andrade deviennent les second et troisième qualifiés, car ils battent respectivement Randy Orton et Tama Tonga, ainsi que Grayson Waller et Kevin Owens dans les mêmes stipulations. Le 24 juin à Raw, Chad Gable devient le quatrième qualifié en battant "Big" Bronson Reed et Braun Strowman dans un Triple Threat match. Quatre soirs plus tard à SmackDown, LA Knight devient l'avant-dernier qualifié en battant Logan Paul et Santos Escobar dans la même stipulation.
Le 1er juillet à Raw, Drew McIntyre devient le dernier qualifié en battant Sheamus et Ilja Dragunov dans un Triple Threat match.

### Sami Zayn (c) contre Bron Breakker
Le 15 juin à Clash at the Castle, Sami Zayn, le champion Intercontinental, a conservé son titre en battant Chad Gable. Deux soirs plus tard à Raw, Bron Breakker souhaite le défier pour sa ceinture, mais Sheamus est également intéressé. Un peu plus tard, le second bat le premier par disqualification, à la suite d'une intervention extérieure de Ludwig Kaiser. La semaine suivante à Raw, le champion Québécois accepte de donner une chance à l'ancien champion de NXT où et quand il veut et ce dernier choisit de l'affronter au PLE.

### Cody Rhodes et RKO contre The Bloodline
Le 15 juin à Clash at the Castle, Cody Rhodes, le champion incontesté de la WWE, a conservé son titre en battant AJ Styles dans un « I Quit » match. Après le combat, Solo Sikoa, le nouveau Tribal Chief de la Bloodline accompagné de Tama Tonga et Tanga Loa, le confronte et l'attaque avec ses cousins, mais RKO (Kevin Owens et Randy Orton) vient prêter main-forte au champion. Six soirs plus tard à SmackDown, The American Nightmare bat The Champion Street par disqualification, car il est attaqué par les cousins de ce dernier. Ses deux partenaires viennent à son secours, mais Jacob Fatu fait ses débuts, attaque les trois catcheurs et rejoint officiellement le clan de Solo Sikoa. Trois soirs plus tard à Raw, un 6-Man Tag Team match entre les deux trios au PLE est officiellement annoncé.

## Tableau des matchs
| Ordre par numéros                                                                         | Résultat | Stipulation(s) | Temps |
| ----------------------------------------------------------------------------------------- | --- | --- | ----- |
| 1                                                                                         | Drew McIntyre bat Jey Uso, Carmelo Hayes, Andrade, Chad Gable et LA Knight                                                     | Men's Money in the Bank Ladder match Le gagnant pourra utiliser sa mallette afin d'obtenir un match pour le championnat masculin de son choix à tout moment pendant un an. | 16:30 |
| 2                                                                                         | Sami Zayn (c) bat Bron Breakker                                                                                                | Match simple pour le WWE Intercontinental Championship | 13:15 |
| 3                                                                                         | Damian Priest (c) bat Seth "Freakin" Rollins et Drew McIntyre,                                                                 | Triple Threat match pour le WWE World Heavyweight Championship Si Damian Priest gagne, le second n'aura plus d'opportunités pour la ceinture tant que le premier sera champion. En revanche, si Seth "Freakin" Rollins gagne, le premier doit quitter le Judgment Day. Encaissement de la mallette Money in the Bank. | 14:40 |
| 4                                                                                         | Tiffany Stratton bat IYO SKY, Chelsea Green, Lyra Valkyria, Naomi et Zoey Stark                                                | Women's Money in the Bank Ladder match La gagnante pourra utiliser sa mallette afin d'obtenir un match pour le championnat féminin de son choix à tout moment pendant un an. | 16:50 |
| 5                                                                                         | The Bloodline (Solo Sikoa, Tama Tonga et Jacob Fatu) (avec Tonga Loa) battent Cody Rhodes et R-KO (Kevin Owens et Randy Orton) | 6-Man Tag Team match | 24:40 |
| La lettre C placée entre parenthèses désigne la personne ou l’équipe championne en titre. | | |       |